# Metoksyetan
Metoksyetan, eter etylowo-metylowy, C
2H
5OCH
3 – organiczny związek chemiczny z grupy eterów.

## Właściwości
Jest bezbarwnym gazem o lekkim zapachu, jego długotrwałe wdychanie może spowodować uduszenie lub zawroty głowy. Jako zasada Lewisa, reaguje z kwasami Lewisa tworząc addukty (np. kompleks eteru z trifluorkiem boru). Na powietrzu tworzy nietrwałe nadtlenki. Reaguje również gwałtownie z silnymi utleniaczami.